# أيدوغموش
أيدوغموش (بالفارسية: آیدوغموش) هي مستوطنة تقع في Charuymaq-e Jonubesharqi Rural District في إيران. يقدر عدد سكانها بـ 155 نسمة .